# Nino Cerruti
Nino Cerruti (* 25. September 1930 in Biella, Piemont; † 15. Januar 2022 in Vercelli, Piemont) war ein italienischer Modeschöpfer und Gründer des Modeunternehmens Cerruti.

## Übersicht
Als sein Vater starb, brach der junge Nino Cerruti das Studium der Philosophie und des Journalismus ab: Mit gerade einmal 20 Jahren erbte er die von seinem Großvater und dessen beiden Brüdern 1881 in Biella gegründete Stofffabrik Lanificio Fratelli Cerruti. Ende der 1950er wagte sich Cerruti an die Produktion von Mode. Seine erste Herren-Kollektion, unter dem Namen Hitman, zeigte er 1957. 1967 gründete er das Unternehmen Cerruti 1881 Maison de Couture, präsentierte seine erste Herrenkollektion und eröffnete seine erste Boutique an der Place de la Madeleine in Paris, um der internationalen Modewelt näher zu sein. Die Stoffmanufaktur in Biella, das Modelabel Cerruti und die Marke Hitman bildeten die Fratelli Cerruti Gruppe (Gebrüder Cerruti). Das Geschäft an der Place de la Madeleine ist bis heute der Flagshipstore des Unternehmens. Eine Damenkollektion folgte im Jahre 1968. Sein Fashionlabel nannte er fortan Cerruti 1881. Cerruti war bekannt für seinen klassischen Stil, luxuriöse Materialien, edle Businessmode für Herren und zierliche Damenmode. Ein Markenzeichen von Nino Cerruti selbst war der lässig um die Schultern gelegte gelbe Pullover. 2015 war die Ausstellung Il Signor Nino im Museum Marino Marini in Florenz Cerruti als Protagonisten der italienischen Modegeschichte gewidmet.

## Cerruti 1881
In den Jahren 1964 bis 1970 arbeitete bereits Giorgio Armani, der 1974 sein eigenes Modelabel gründen sollte, als Designer für Cerruti. 1970 schickte Nino Cerruti in Paris weibliche und männliche Models über denselben Laufsteg, um seine Damen- und Herrenkollektion gleichzeitig zu präsentieren. Das Unternehmen Cerruti wuchs stetig: die Produktlinien wurden erweitert, das Portfolio wurde verbreitert, es folgte die internationale Expansion. Neben der Hauptlinie Cerruti 1881 wurde 1981 die sportive Marke Cerruti Sport lanciert (2002 eingestellt), 1986 kam die jugendliche Zweitlinie für Herren Cerruti Brothers hinzu (2000 eingestellt), 1995 die Damen-Zweitkollektion Cerruti Club (2000 eingestellt). Ab Mitte der 1990er Jahre holte Cerruti für die Damenmode weitere Designer wie Narciso Rodriguez (1996–1997) und Peter Spelopoulos (1997–2002) an Bord und präsentierte die neu lancierte Cerruti Arte Couture-Kollektion (2002 eingestellt). Von 1988 bis 2001 produzierte der Damenmodehersteller Kemper aus Krefeld, eine ehemalige Escada-Tochter, die in Paris von Nino Cerruti kreierte Cerruti-Damenmode in Lizenz; die Herrenhauptkollektion wurde in Eigenregie von Hitman erstellt. Kemper unterhielt auch die sechs deutschen Cerruti-Boutiquen, welche nach dem Verlust der Lizenz 2001 in Louis-Féraud-Boutiquen umgewandelt wurden.

## Nino Cerruti in Hollywood
Cerruti entwarf neben seinen Modekollektionen auch die Kleider zu Filmen. So entwarf er u. a. die Garderobe von Wall Street, Kathleen Turner in Auf der Jagd nach dem Juwel vom Nil (1985), von Jack Nicholson in  Die Hexen von Eastwick (1987), von Julia Roberts und Richard Gere in Pretty Woman (1990), von Denzel Washington in Philadelphia (1993) und die 1980er-Outfits in American Psycho (2000). Des Weiteren hatte er Michael Douglas in Basic Instinct (1992) eingekleidet.

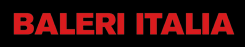
Cerruti Baleri

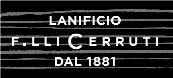
Lanifici F.lli Cerruti

## Cerruti ohne Nino Cerruti
Im Oktober 2000 verkaufte Nino Cerruti 51 % seines Unternehmens an die italienische Investorengruppe Fin.Part (Mode-Konzern mit den Marken Frette, Maska und Moncler), die Nino Cerruti weniger als ein Jahr später aus dem Unternehmen drängte. Die Frühling-/Sommerkollektion 2002, welche 2001 präsentiert wurde, war die letzte, die von Nino Cerruti entworfen worden war.
Nino Cerruti selbst konzentrierte sich seit seinem Abschied aus dem Modehaus auf die Stoffmanufaktur Lanifici F.lli Cerruti in Biella, die auch eigene Kollektionen anbietet und neben dem Haus Cerruti unter anderem Chanel zu ihren Kunden zählt. 2004 kaufte er das italienische Möbeldesign-Unternehmen Baleri und präsentierte seit 2009 unter dem Namen Cerruti Baleri moderne Möbel. Cerruti Baleri kooperiert dabei als Möbelhersteller auch mit anderen Marken, so 2012 mit Maison Martin Margiela. Nino Cerruti blieb auch dem Haus Cerruti verbunden und war bei den Modeschauen von Cerruti in Paris ein gern gesehener Gast in der ersten Reihe, beispielsweise im Januar 2010 mit seinem Sohn Julian.